# Bruce Broughton
Bruce Harold Broughton, född 8 mars 1945 i Los Angeles i Kalifornien, är en amerikansk kompositör och dirigent av filmmusik, TV samt specialmusik till Disneys temaparker. 
Han studerade musik vid University of Southern California (USC) och tog där en bachelorexamen. Efter avklarade studier arbetade han på CBS musikavdelning, där han valde musik för diverse tv-program. Efter tio år på CBS blev han kompositör på heltid. Till Oscarsgalan 1986 blev hans musik för långfilmen Silverado nominerad till en Oscar för bästa filmmusik. Broughton har vunnit 10 stycken Emmy Award och varit nominerad till över 20 stycken.
Broughton har varit lektor/gästprofessor i musik vid sin alma mater, UCLA och University of North Texas. Under 2012 höll han en mästarkurs i filmmusik vid Piteå sommarakademi.

## Verk

### Film
- 1985 – Silverado
- 1985 – Tempelmysteriet
- 1987 – Bigfoot och Hendersons
- 1988 – Moonwalker
- 1988 – Presidio – Brottsplatsen
- 1990 – Bernard och Bianca i Australien
- 1990 – Betsys bröllop
- 1992 – Älskling, jag förstorade barnet
- 1993 – Den otroliga vandringen
- 1993 – En brud på hugget
- 1993 – Kär i karriären
- 1993 – Tombstone
- 1994 – Baby på vift
- 1994 – Miraklet i New York
- 1996 – Den otroliga vandringen 2 – På rymmen i San Francisco
- 1996 – House Arrest
- 1998 – Lost in Space
- 2004 – Musse, Kalle och Långben: De tre musketörerna
- 2006 – Bambi 2

### TV
- 1973-1979 – Hawaii Five-O (18 avsnitt)
- 1973-1975 – Krutrök (5 avsnitt)
- 1978-1979 – Familjen Macahan (11 avsnitt)
- 1979-1985 – Dallas (52 avsnitt)
- 1985-1986 – Amazing Stories (4 avsnitt)
- 1990-1992 – Tiny Toon Adventures (11 avsnitt)
- 1991 – Dinosaurier (6 avsnitt)
- 1995 – På heder och samvete (pilotavsnittet samt seriens ledmotiv)
- 1997 – True Women (miniserie)
- 2003 – Eloise at the Plaza (TV-film)
- 2004 – Eloise at Christmastime (TV-film)
- 2015 – Texas Rising (miniserie)
- 2017 – The Orville (ledmotiv)